# مطبخ تايواني

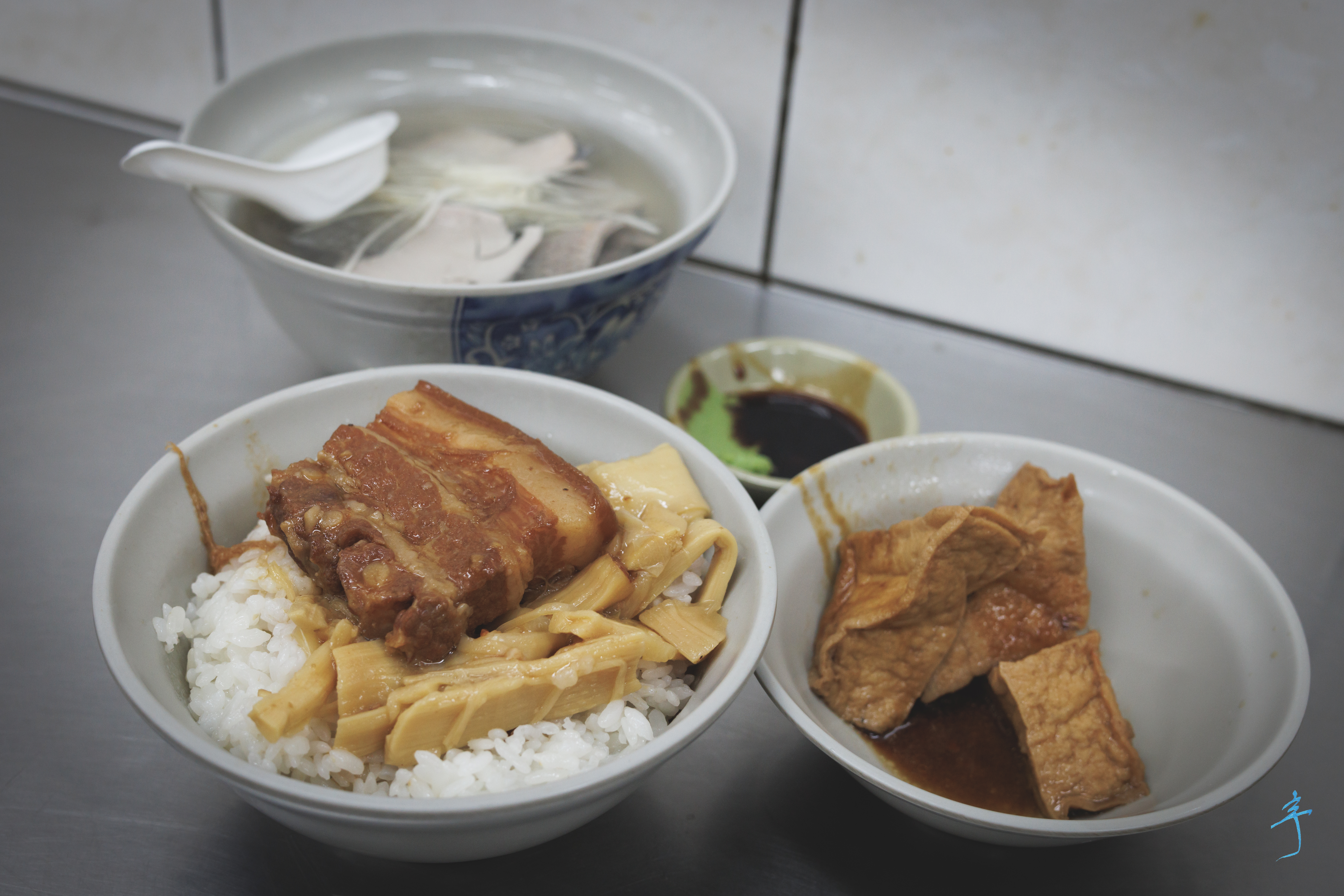
حساء التوفو وجلد سمك اللبن على الطريقة التايوانية

المطبخ التايواني ((臺灣料理؛ Táiwān liàolǐ؛ Tâi-oân liāu-lí)، Bopomofo : ㄊㄞˊㄨㄢˉㄌㄧㄠˋㄌㄧˇ أو (بالصينية: 臺灣菜؛ البينيين: Táiwāncài؛ بي-ويه-جي: Tâi-oân-chhài) بوبوموفو: ㄊㄞˊㄨㄢˉㄘㄞˋ) هو نمط شعبي من الطعام فيه العديد من الاختلافات، بما في ذلك المطبخ الصيني ومطابخ الشعوب الأصلية التايوانية. وتُعد أقدم المأكولات المعروفة هي المأكولات الأصلية. مع أكثر من مائة عام من التطور التاريخي، كان لمطبخ جنوب فوجيان التأثير الأعمق على المطبخ التايواني السائد ولكنه تأثر أيضًا بمطبخ هاكا ومطابخ وايشينغرين (شعب المقاطعات الأخرى)، والمطبخ الياباني.
يرتبط المطبخ التايواني بتاريخه الاستعماري، كما أن السياسة الحديثة تجعل وصف المطبخ التايواني أمرًا صعبًا. صار الطعام الفاخر يحظى بشعبية متزايدة وذلك مع التطور الاقتصادي في تايوان. يتميز المطبخ التايواني بتنوعاته الإقليمية الكبيرة.
تشكل الأسواق الليلية في تايوان جزءًا مهمًا من ثقافة الطعام. يُعد الطعام النباتي (فجيتيريان) والنباتي الصرفي(الفيغان) شائع جدًا. يعد المطبخ التايواني مشهورًا في جميع أنحاء العالم حيث أصبحت بعض العناصر مثل شاي الفقاعات والدجاج المقلي التايواني ظاهرة عالمية.

## التاريخ

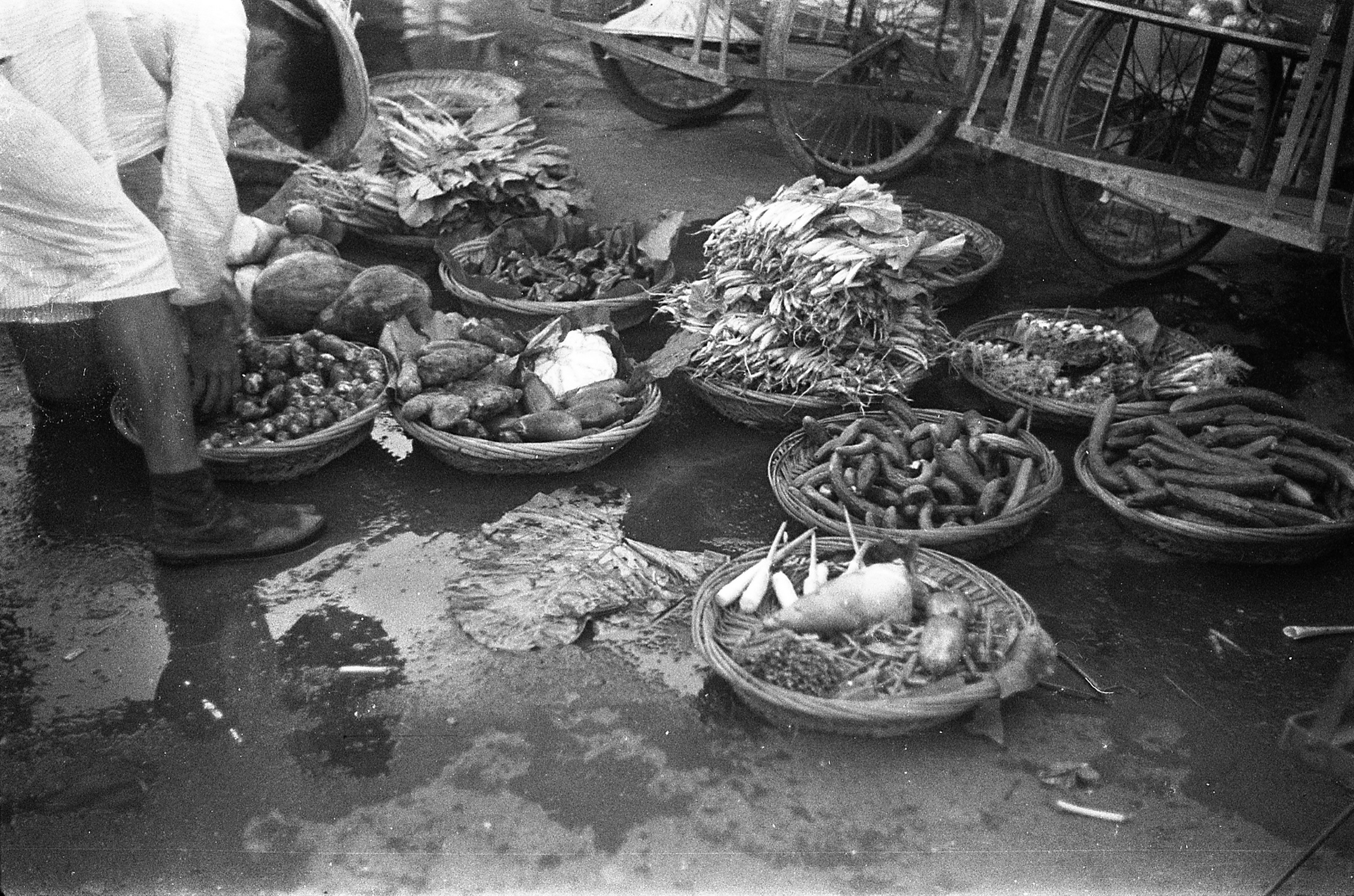
في سوق الفواكه والخضروات في محافظة تايهوكو (تايبيه حاليًا) 1938–1942.

إن "تاريخ الطعام التايواني غامض مثل السياسة التايوانية"وفقا لكاتي هوي وين هونغ. ويرجع ذلك إلى أن المطبخ التايواني يرتبط ارتباطًا وثيقًا بأنماط الهجرة والاستعمار. يعد المطبخ التايواني المحلي والدولي -بما في ذلك تاريخه- موضوعًا مثيرًا للجدل سياسيًا.إن الهوية المعقدة والمتنوعة لتايوان تجعل تعريف المطبخ التايواني أمرًا صعبَا.كما أن العلاقات السياسية المتوترة بين تايوان والصين تؤدي أيضًا إلى تعقيد التاريخ.
بدأ تاريخ المطبخ التايواني مع مطبخ السكان الأصليين لجزر تايوان. في القرن السادس عشر هاجرت مجتمعات فوجيان وهاكا إلى تايوان وأحضروا معهم مأكولاتهم. غالبًا ما يُعتبر المطبخ التايواني جزءًا من المطبخ الصيني الإقليمي بسبب هذا الجزء من تراث البلد. كما وجاءت التأثيرات الأوروبية المبكرة من الهولنديين والإسبان والبرتغاليين.
بسبب فترة الحكم الياباني تأثر المطبخ التايواني أيضًا بشدة بالطعام الياباني الواشوكو واليوشوكو. أثناء الحكم الياباني أُدخلت الأطباق اليابانية وطرق الطعام مثل البنتو والساشيمي وكرات الأرز وحساء ميسو إلى المطبخ التايواني.
بعد الحرب العالمية الثانية جلب انسحاب الكومينتانغ إلى تايوان العديد من المأكولات الصينية خارج مقاطعة فوجيان أو جنوب شرق الصين. مما سهَّلَ العثور على الأطباق الصينية بعد ذلك، وخاصة أطباق قوانغدونغ وتشاوشان وشنغهاي وسيتشوان وبكين في تايوان.
وفقًا للشيف التايواني فو بي مي ، حُفِظَت التقاليد الطهوية الصينية الأصيلة بوجه صحيح في تايوان. كان هذا الادعاء بأصالة المأكولات -والذي كان شائعًا بين جيل فو- يرجع جزئيًا إلى الرسائل السياسية القومية الصينية التي كان يحملها الكومينتانغ والتي امتدت إلى ما هو أبعد من المطبخ. لذا فقد شُكك في أصالة المطبخ الصيني الإقليمي في تايوان. تُرجع بعض المصادر أصل المعكرونة الفورية إلى معكرونة جيسي التايوانية، وخاصة النوع المقلي في دهن الخنزير ثم يُغلى في الماء قبل التقديم والذي قدمه متجر تشينجي للحلويات المثلجة في عام 1951. بعد تسويق المعكرونة الفورية، قامت شركات تايوانية بما في ذلك يوني برازيدينت بتسويقها تجاريًا. في عام 1973 قدمت شركة وي ليه للأغذية الصناعية أول معكرونة سريعة التحضير معدة للاستهلاك "جافة" (بدون حساء أو مع حساء على الجانب).
دخَل جهاز البخار الكهربائي "تاتونغ" في ستينيات القرن العشرين وأصبح عنصرًا أساسيًا في مطابخ المنازل والمطاعم التايوانية. لقد أدى التبني الواسع النطاق لساحة الطعام وذلك بالقرن العشرين إلى إضفاء الطابع الرسمي على الباعة الجائلين والبائعين التقليديين. كما أصبحت ساحات الطعام جزءًا مهمًا من مراكز التسوق التي انتشرت في جميع أنحاء تايوان.
في عام 2002 أجبر انضمام تايوان إلى منظمة التجارة العالمية المزارعين التايوانيين على التنافس مع الأسواق العالمية. واستجاب العديد من الناس بالتحول من المحاصيل الأساسية إلى المنتجات الراقية والمتخصصة في المقام الأول للاستهلاك المحلي. كما اعتُمدت السياحة الزراعية على نطاق أوسع، حيث تُقدم الخدمات للزائرين للمزارع و/أو تعليمهم كيفية إعداد الأطباق باستخدام منتجات المزارع.
في أوائل القرن الحادي والعشرين أصبحت الأفكار المتعلقة بالاستدامة والطعام المحلي أكثر بروزًا في الدوائر الطهوية والزراعية التايوانية. كما تزايد التركيز على فهم تاريخ الطعام بالإضافة إلى دمج طرق الطعام الأصلية في المطبخ التايواني السائد.

## المكونات والثقافة

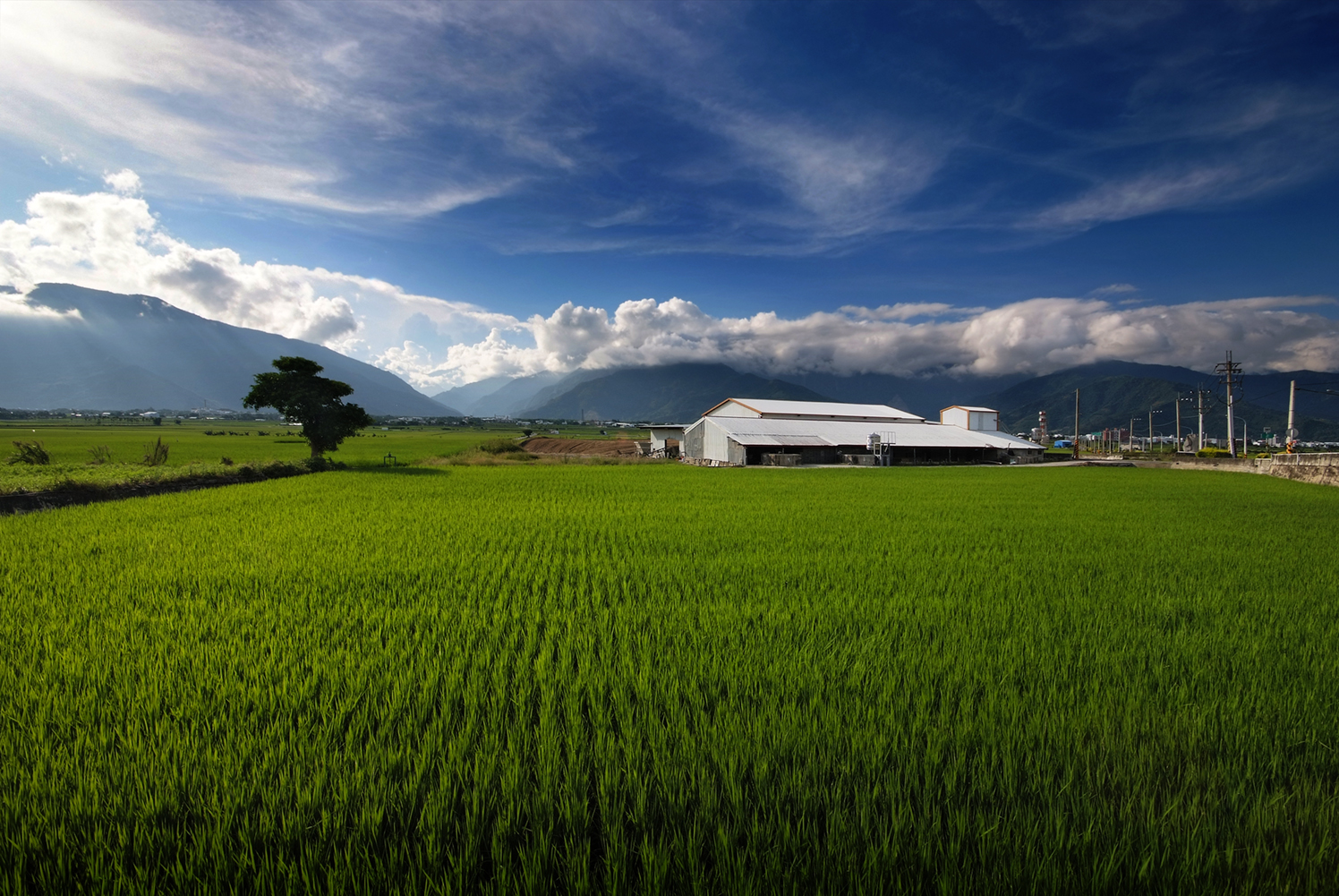
حقل الأرز في مقاطعة هوالين

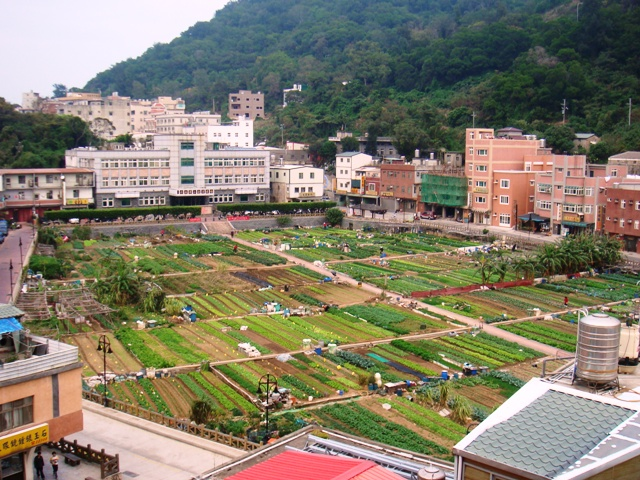
مزرعة خضروات في مقاطعة ليينتشيانج

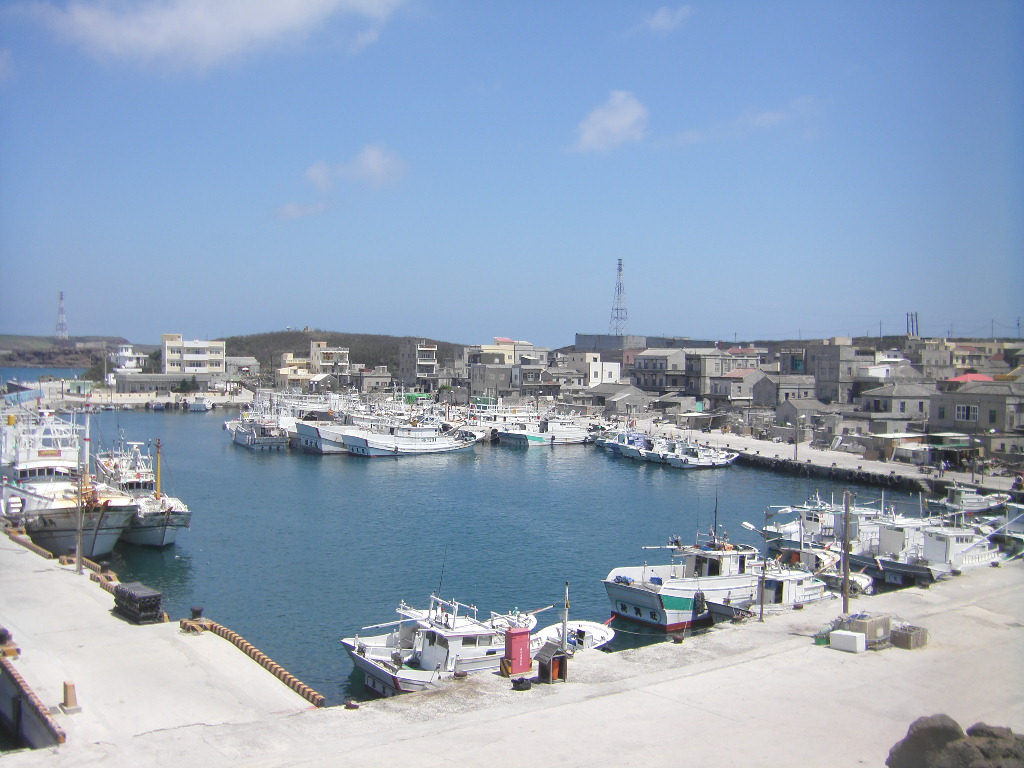
ميناء الصيد في مقاطعة بينغو

المكونات الشائعة في المطبخ التايواني هي لحم الخنزير والمأكولات البحرية والدجاج والأرز وفول الصويا. يشكل الأرز تقليديا الأساس لمعظم الأنظمة الغذائية التايوانية. قبل الفترة الاستعمارية اليابانية كان معظم الأرز المزروع في تايوان عبارة عن أرز إنديكا طويل الحبة. بعدها أدخل اليابانيون الأرز الياباني ‏ قصير الحبة والذي أدى سريعًا إلى تغيير أنماط الزراعة والأكل لدى التايوانيين. بسبب التأثير الياباني يفضل التايوانيون عمومًا الأرز الممتلئ و العطري والصلب قليلاً والحلو. تتجلى الاختلافات بين تفضيلات الأرز التايواني والياباني بناءً على الاختلافات في مطبخهما، حيث تتطلب طرق الطهي التايوانية الأكثر نكهة وعدوانية استخدام أرز عطري للغاية بينما يفضل اليابانيون طعمًا ورائحة أكثر دقة ونقاءً.إنقسم المطبخ التايواني نتيجة للفترة الاستعمارية اليابانية. كانت المطاعم الراقية -أو بيوت النبيذ- تُقدم المأكولات الصينية مثل بطة بكين وحساء زعانف القرش مع عش الطائر والسلحفاة المطهية للنخبة الاستعمارية. وفي الوقت نفسه كان أولئك الذين ليس لديهم ثروة أو علاقات يأكلون في المقام الأول الأرز والعصيدة والخضروات المخللة وأوراق البطاطا الحلوة. كان زيت الطهي يُعتبر من الكماليات ولم يكن يستخدم إلا في المناسبات الخاصة.
تأثر المطبخ التايواني أيضًا بموقعه الجغرافي. بسبب العيش في جزيرة مزدحمة كان على التايوانيين أن يبحثوا عن مصادر البروتين إلى جانب الأراضي الزراعية. لذلك تحتل المأكولات البحرية مكانة بارزة في مطبخهم. تشتمل هذه المأكولات البحرية على العديد من الأشياء المختلفة من الأسماك الكبيرة مثل التونة والهامور إلى السردين وحتى الأسماك الأصغر مثل الأنشوجة. كما أنهم يتناولون القشريات والحبار والأسماك الصغيرة. سمك اللبن هو السمك الأكثر شعبية في المطبخ التايواني، وهو ذو قيمة عالية لتعدد استخداماته بالإضافة إلى لحومه الطرية وسعره الاقتصادي.
يعتبر لحم البقر أقل شيوعًا من البروتينات الأخرى، ولا يزال بعض التايوانيين (وخاصة الجيل الأكبر سنًا) يمتنعون عن تناوله. ويرجع هذا إلى الإحجام التقليدي عن ذبح الماشية الثمينة اللازمة للزراعة والارتباط العاطفي والشعور بالامتنان والشكر للحيوانات المستخدمة تقليديًا في الأعمال الشاقة للغاية.ومع ذلك بسبب تأثيرات تدفق الصينيين في القرن العشرين، أصبحت النسخة التايوانية من حساء المعكرونة باللحم البقري الآن واحدة من أكثر الأطباق شعبية في تايوان. لقد أدت المساعدات الغذائية الأمريكية في العقود التي أعقبت الحرب العالمية الثانية -والتي كانت تتكون في المقام الأول من القمح ولحوم البقر واللحوم المصنعة مثل لحم الخنزير المعلب- إلى تغيير النظام الغذائي التايواني بصفة دائمة مع المعكرونة والخبز والزلابية القائمة على القمح والتي تضطلع بدور أكثر مركزية في المطبخ. وصل استهلاك الأرز في تايوان إلى ارتفاع يتراوح بين 80 و90 كيلوغراماً للشخص الواحد سنوياً في الستينيات والسبعينيات من القرن العشرين قبل أن ينخفض مع تحول المستهلكين إلى استهلاك الأطعمة القائمة على القمح. ومع ذلك، لا يزال التايوانيون يستهلكون كمية كبيرة من الأرز، وخاصة الأرز البني والأصناف الغريبة مثل الأرز الأسود والأرجواني والأحمر. شهد استهلاك الأرز في تايوان في الآونة الأخيرة نهضة كبيرة، حيث يخصص كل من المزارعين والمستهلكين مستوى الرعاية والاهتمام للأرز بنفس القدر الذي يخصص للمحاصيل ذات القيمة العالية مثل الشاي.
كانت الزلابية تشكل جزءًا صغيرًا من المطبخ التايواني حتى التوسع في استهلاك القمح بعد الحرب العالمية الثانية. الزلابية والأطعمة التي تشبه الزلابية (مثل شياولونغباو وهو كعكة صغيرة مطهوة على البخار لأن غلافها يحتوي على الخميرة) تحظى بشعبية كبيرة في المطبخ التايواني الحديث مع الجمع بين التأثيرات الصينية والتايوانية. غالبًا الزلابية تقترن بالحساء الساخن والحامض في تايوان.
تتمتع تايوان بإمدادات وفيرة من مجموعة متنوعة من الفواكه بسبب موقع الجزيرة شبه الاستوائي، مثل البابايا والكاراميل والبطيخ والحمضيات. كما يستمتع السكان في تايوان أيضًا بمجموعة واسعة من الفواكه الاستوائية المستوردة والمحلية. ومن المنتجات الزراعية الأخرى لتايوان: الأرز والذرة والشاي ولحم الخنزير والدواجن ولحوم البقر والأسماك والفواكه والخضروات الأخرى. المكونات الطازجة في تايوان متوفرة بسهولة في الأسواق.
لقد أظهر التايوانيون في العديد من أطباقهم إبداعهم في اختيار التوابل. تتكون خلطات التوابل النموذجية في المطبخ التايواني من مسحوق التوابل الخمسة وهوجياويان(ملح الفلفل حرفيًا، وهو مزيج من الفلفل الأبيض والملح والغلوتامات أحادية الصوديوم والسكر). يعتمد المطبخ التايواني على مجموعة وفيرة من التوابل للنكهة منها صلصة الصويا ونبيذ الأرز ‏ وزيت السمسم والفاصوليا السوداء المخمرة والفجل المخلل والخردل المخلل والفول السوداني والفلفل الحار والكزبرة (يسمى أحيانًا البقدونس الصيني)ومجموعة متنوعة محلية من الريحان ((九層塔؛ káu-chàn-tha̍h؛ 'nine-story pagoda') ). يعد استخدام السكر الواسع النطاق جزءًا من إرث صناعة السكر التجارية في تايوان.
يحتوي الخل الأسود التايواني على الكثير من القواسم المشتركة مع صلصة ورشيسترشاير مقارنة بأنواع الخل الأسود الأخرى، ويعتبر من أنواع الخل الأسود الشاذة. ومكونه الأساسي هو الأرز اللزج الذي ينقع بعد ذلك مع مكونات أخرى في أواني فخارية. ويستخدم كتوابل وبهارات. شركة كونغ ين هي أكبر منتج للخل الأسود التايواني. إن الخل الأسود الصيني "أبسط وأكثر نكهة وأنظف"وفقًا لمجلة بون آبيتى. معجون الصويا التايواني هو معجون يعتمد على صلصة الصويا ويُكثّف بدقيق الأرز والسكر. تُصنّع المايونيز التايواني باستخدام بياض البيض وصفار البيض وذلك بعد تحليته.
يعد شياوتشي (小吃) جزءًا مهمًا من المطبخ التايواني،وهو عبارة عن وجبات خفيفة كبيرة مثل المقبلات الإسبانية أو المقبلات الشامية. اكتسبت شياوتشي التايوانية شهرة كبيرة على المستوى الدولي. يزور العديد من المسافرين تايوان خصيصًا لتناول شياوتشي. المكان الأكثر شيوعًا للاستمتاع بـشياوتشي في تايوان هو السوق الليلي. وكل سوق ليلي لديه أيضًا شياوتشي خاص يشتهر به.  كما أدخل الطعام التايواني شياوتشي إلى بيئات تناول طعام "أكثر رقياً".لذا يمكن العثور على شياوتشي التايواني في المطاعم الفاخرة والراقية في الوقت الحاضر. تستخدم هذه المطاعم مكونات عالية الجودة وعروضًا إبداعية، وتعيد ابتكار الأطباق مع الحفاظ على النكهات القوية. وعادة ما ترتفع الأسعار إلى ضعف السعر أو حتى أعلى في هذه المطاعم. تدعم الحكومة التايوانية احتفالات شياوتشي التايوانية، وقد نُظمت فعاليات شياوتشي الوطنية في تايوان بانتظام.[بحاجة لمصدر]
يعد الشواء جزءًا مهمًا من المطبخ التايواني حيث يقوم العديد من التايوانيين بالشواء في منازلهم. كما تعد الشوايات في الشوارع من السمات الشائعة في الأسواق الليلية. ريشاو (بالصينية التقليدية: 熱炒؛ بالصينية المبسطة: 热炒؛ بالترجمة الحرفية 'hot stir-frying') هو أحد أساليب المطبخ التايواني الذي يستخدم مقلاة ووك لتحريك الطعام. توفر مؤسسات ريشاو أماكن للعديد من التايوانيين للتواصل مع بعضهم البعض أثناء تناول الطعام والمحادثة.
يتأثر المطبخ التايواني الحديث بالحرية والانفتاح في تايوان مما يمكّن الطهاة من الابتكار والتجريب.
يعد طهاة الولائم على جانب الطريق منتشرين في كل مكان في تايوان. حيث توفر هذه المحلات الصغيرة (تكون غالبًا شخصًا واحدًا) الطهي مباشرة في الموقع لحفلات الزفاف والاحتفالات الأخرى التي غالبًا ما تقام على جانب الطريق. شهد هؤلاء الطهاة انخفاضًا كبيرًا في الأعمال بسبب نقص الأشخاص الذين استضافو فعاليات تقليدية كبيرة بسبب جائحة كوفيد-19، وخاصة تلك التي حدثت في موسم رأس السنة القمرية الجديدة. عاد إعداد الولائم بعد الوباء ولكنه واجه انتقادات بسبب الافتقار إلى الابتكار وتكرار الأطباق التقليدية.

## النباتية والنباتية الصرفة
المطاعم النباتية شائعة في تايوان وفيها مجموعة واسعة من الأطباق، ويرجع ذلك إلى تأثير البوذية والأديان التوفيقية الأخرى مثل إي كوان تاو. تتنوع هذه المطاعم النباتية في أسلوبها، فمنها تلك التي تقدم كل ما تستطيع أكله وتلك التي تدفع فيها مقابل الوزن و التي توفر الطلب العادي من القائمة. غالبًا ما كانت تميز المطاعم والأطعمة النباتية بصليب معقوف متجه إلى اليسار.
في القرن الحادي والعشرين شهدت تايوان ارتفاعًا في عدد النباتيين غير المتدينين، وخاصة بين الشباب. كما كان هناك ارتفاع في اتباع نظام غذائي نباتي صرفي مع وجود مخاوف بشأن رعاية الحيوان والصحة الشخصية والاستدامة البيئية وتغير المناخ مما أدى إلى زيادة أتباع النظاميين النباتيين. كما توسعت شركات المنتجات النباتية التقليدية في تايوان لتشمل سوقًا مزدهرةً للحوم المزيفة. لقد أعطى الاستخدام التقليدي للحوم المزيفة في المطبخ التايواني أفضلية للشركات التايوانية فأصبحت تايوان الآن رائدة السوق في قطاع اللحوم المزيفة. تقوم الشركات التايوانية بأعمال تصديرية كبيرة، وخاصة في الأسواق الأوروبية وأمريكا الشمالية وجنوب شرق آسيا. تعد شركة هونغ يانغ فودز واحدة من أكبر الشركات المنتجة لمنتجات اللحوم المزيفة، حيث تقدم 80% من أعمالها في الخارج، إذ تخزن منتجاتها وتُعرض في 90% من المجمعات التجاريه الأسترالية.
في عام 2023 كان هناك ما يقرب ال6000 مطعم نباتي في تايوان.

## الحلويات
- هلام الآيو - حلوى هلامية مصنوعة من بذور التين الزاحف فايكس بوميلا فار أوكيوتسانج ويقدم على الثلج.[3][18]
- أوهبينج [芋仔冰] (芋仔冰؛ ō͘-á-peng) - آيس كريم مصنوع من معجون جذر القلقاس.
- تشواه بينج (المعروف أيضًا باسم باو بينج) - حلوى ثلج مبشورة تايوانية شائعة جدًا في الصين وتايوان وماليزيا وفيتنام.[3]
- شيويه بينغ (雪花冰) - يُطلق عليه أيضًا "شيويه هوا بينغ" ويُترجم إلى "جليد الثلج" أو "جليد رقاقات الثلج" أو "الثلج المبشور". ويختلف هذا عن باوبينغ / تشواه بينغ في أن الخليط الأساسي للثلج كريمي (يُضاف الحليب عادةً ولكن يمكن أن يكون من منتجات الألبان أو نباتيًا) وغالبًا ما يكون للثلج نفسه نكهة مذابة (الحليب والقلقاس والشوكولاتة والقهوة وما إلى ذلك)، وملمس الثلج المبشور ناعم للغاية ويذوب على الفور تقريبًا عند ملامسته. عادةً ما يكون الجليد المستخدم في هذه الآلة أسطواني الشكل، ويخرج الثلج المحلوق من الآلة في شرائط مجعدة. تشمل بعض الإضافات الإضافية الشائعة على سبيل المثال لا الحصر: الحليب المكثف المحلى والمانجو والفاصولياء الحمراء المحلاة وفاصولياء المونج المحلاة ولآلئ البوبا أو القلقاس.
- شاي الفقاعات المعروف أيضًا باسم شاي حليب بوبا، يُعرف أيضًا باسم شاي حليب اللؤلؤ -كرات التابيوكا المطاطية المضافة إلى شاي الحليب.[18]
- الكعك التقليدي لا يتكون دائمًا من نفس التركيبة اعتمادًا على النكهة. فهناك كعكة القمر التي تحتوي على حشوة سميكة مصنوعة عادة من معجون بذور اللوتس أو معجون الفاصوليا الحمراء المحلاة ومحاطة بطبقة رقيقة نسبيًا (2-3 مم طبقات).  القشرة وقد تحتوي على صفار بيض البط المملح. تُتناول تقليدياً أثناء المهرجان لعبادة القمر ومراقبته. وتقدم كعكة القمر بين الأصدقاء أو في التجمعات العائلية أثناء الاحتفال بالمهرجان. حيث يعد مهرجان منتصف الخريف أحد المهرجانات الصينية الأربعة الأكثر أهمية.

هناك كعكات أخرى يمكن خلط مكوناتها المالحة مع مكونات حلوة لخلق التوازن أثناء الاستمتاع بهذه الأطباق الشهية مع الشاي. وقد تكون القشرة لامعة نتيجة وضع طبقة من صفار البيض قبل وضعها في الفرن، أو لا تكون كذلك وفي هذه الحالة تكون غالبًا أكثر بياضًا وتحتوي القشرة على طبقات أكثر.
- هلام العشب (بالصينية: 仙草؛ بي-ويه-جي: sian-chháu) - (ميسونا بروكومبينس) تقدم ساخنة أو باردة.
- موتشي ((麻糍؛ môa-chî) )، كعكة أرز طرية مثل اليابانية دايفوكو موتشي. ويمكن أن تختلف نكهات الحشوات بدءًا من جميع أنواع الفاصولياء وحتى المكسرات.[18]
- كعكة الأناناس (بالصينية: 王梨酥؛ بي-ويه-جي: ông-lâi-so͘) - فطيرة مربعة قصيرة القشرة محشوة بحشوة الأناناس. وهي واحدة من أشهر المعجنات والحلويات في تايوان ومن الهدايا التذكارية المفضلة.[3]
- تشاو آ كوي – كعكات مصنوعة من عجينة تحوي دقيق الأرز اللزج وتُمزج مع عجينة مطحونة مطبوخة من نبات الجنافاليوم أفيني أو الشيح لإضفاء نكهة فريدة ولون أخضر. وتُحشى العجينة عادةً باللحم المفروم أو معجون الفاصولياء الحلوة.
- دوهوا (豆花) - توفو ناعم يقدم مع شراب وإضافات مثل الفول السوداني وفاصولياء أزوكي والتابيوكا وفاصوليا المونج، يقدم ساخناً أو بارداً.
- الشوكولاتة - يتركز إنتاج الكاكاو في تايوان في مدينة بينجتونج في جنوب تايوان. كان هناك ما يقرب من 200-300 فدان مزروعة في بينجتونج تدعم حوالي 30 شركة لصناعة الشوكولاتة اعتبارًا من عام 2020.[41][42] وتعد تايوان واحدة من الدول القليلة الناضجة في صناعة الشوكولاتة والتي تنتج الكاكاو أيضًا.[41]

## أطباق السوق الليلي
توجد أشهر الوجبات الخفيفة في تايوان في الأسواق الليلية حيث يبيع الباعة الجوالين مجموعة متنوعة من الأطعمة المختلفة، بدءًا من الأطعمة الخفيفة والمشروبات والحلويات وحتى الأطباق التي يمكن تناولها أثناء الجلوس. وفي هذه الأسواق يمكنك أيضًا العثور على الكعك المحشو باللحوم المقلية والمبخرة، والعجة المحشوة بالمحار وآيس كريم الفاكهة المنعشة وأكثر من ذلك بكثير. بالإضافة إلى الوجبات الخفيفة والمقبلات والوجبات الرئيسية والحلويات فإن الأسواق الليلية تضم أيضًا بائعين يبيعون الملابس والإكسسوارات ويقدمون جميع أنواع الترفيه والمنتجات. وكان الباعة المتجولون منتشرون في جميع أنحاء تايوان ولكن بسبب اللوائح المتزايدة ومخاوف السلامة الصحية فإنهم الآن يتواجدون بدرجة أساسية في الأسواق الليلية وعربات الطعام. تدمج عربات الطعام التايوانية أفكارًا من الأسواق الليلية التقليدية بالإضافة إلى أفكار مستوردة من الولايات المتحدة واليابان. وقد أصبحت عربات الطعام موجودة في كل مكان في جميع أنحاء تايوان. كما يمكن الآن العثور على العديد من أطباق السوق الليلية خارج الأسواق الليلية.
وصفت صحيفة الجارديان أسواق تايوان الليلية بأنها "أفضل أسواق الأطعمة في الشوارع في العالم" في عام 2014. وقد أصبحت بعض هذه الأسواق -مثل سوق شيلين الليلي- تحظى بشعبية كبيرة بين السياح أكثر من شعبيتها بين السكان المحليين، مما أدى إلى شكاوى من أنها فقدت قدرًا من نكهتها الأصيلة نتيجة لِلتسويق.
- غالبًا ما تباع المشروبات المتنوعة أيضًا بدءًا من أكشاك الشاي بالفقاعات إلى أكشاك العصير والشاي المتنوعة.[18]
- الكريب - مقتبس من النسخة الفرنسية الأصلية وهو عبارة عن فطيرة رقيقة مطبوخة، لها ملمس أكثر هشاشة مثل البسكويت. وكانت مشهورة في أوائل العقد الأول من القرن الحادي والعشرين.
- عصائر الفاكهة أو الفاصولياء - يمزج الحليب أو الثلج على الفور مع البابايا الطازجة أو المانجو أو البطيخ أو الفاصولياء اليابانية أو فاصولياء المونج.
- كرات الأرز الدبق المقلية - تكون حلوة قليلاً.

## طعام السكان الأصليين في تايوان
يعتبر الطعام وثقافة الطعام في تايوان متنوعان للغاية ويتأثران إلى حد كبير بهجرة شعب الهان. ومع ذلك فإن الجزء الوحيد من ثقافة الطعام التايوانية الذي يظل جزءًا لا يتجزأ منها هو ثقافة السكان الأصليين التايوانيين. مع أن السكان الأصليين يشكلون حوالي 1.5% فقط من إجمالي سكان تايوان، فمن الجدير بالذكر أن الأطعمة التي يتناولونها وطرق تحضيرها يمكن تمييزها عن المطبخ الصيني الأكثر شيوعًا.
يعتمد النظام الغذائي للسكان الأصليين إلى حد كبير على الطبيعة. وبفضل الغطاء النباتي الوفير والحيوانات البرية كان السكان الأصليون صيادين وجامعين طبيعيين. في الأساس كان الكثير مما تناوله السكان الأصليون من طعام يعتمد على بيئتهم - أي ما إذا كانوا يعيشون في مناطق ساحلية أو جبلية-. تقوم القبائل مثل أميس وأتايال وسيسيات وبونون بالصيد ما تستطيع وتجمع ما تزرعه. ومن ناحية أخرى فإن القبائل مثل الياميس والتاو تعتمد على الأسماك كمصدر رئيسي للغذاء. وتتكون معظم الأطعمة من الدخن والقلقاس والبطاطا الحلوة والخضروات البرية والحيوانات البرية مثل الخنزير والجرذ. وهذا على النقيض من الأطعمة الرئيسية التي كان يأكلها الهان والتي كانت تتكون من الأرز والدجاج.
تشمل لحوم الصيد بالنسبة لأولئك الذين يعيشون في المناطق الجبلية لحوم الغزلان وأمعاء السناجب الطائرة، وهي من الأطعمة الشهية كما يعتبرها شعب بونون. وهناك نوع آخر من اللحوم "ذات الرائحة الكريهة" - أي "لحوم الطرائد المليئة بالديدان" التي بدأت تتعفن- والتي تشوى بعد ذلك وتقلى وتتبل بالثوم والزنجبيل، ثم تقدم مع صلصة حارة.
كان شعب أميس يأكلون -إلى جانب اللحوم- الكثير من الخضروات، ويرجع ذلك إلى حد كبير إلى الاعتقاد بأن أي شيء تأكله البقرة كان صالحًا أيضًا للأكل من قبل البشر. وكان شعب بونون الذي يعتمد في المقام الأول على صيد الحيوانات البرية، يتناول لحم الخنزير المشوي على الحجر والخنزير البري والغزلان والخنزير المشوي. وكانت قبيلة يامي التي تقع قبالة ساحل تايتونج، تتغذى على العديد من أنواع الأسماك بما في ذلك "الأسماك الطائرة" الثمينة (أو أليبانغ بانغ). ومن بين الأطباق المميزة الأرز المخلوط مع أسماك النهر والخضروات البرية ويقدم في جذوع الخيزران الكبيرة.
بالإضافة إلى كونه غذاءً أساسياً كان الدخن يُنتج دائماً كنبيذ. ولم يكن نبيذ الدخن مخصصًا للشرب فحسب بل كان له دور مهم في استخدامه كقرابين أثناء المهرجانات والولادات وحفلات الزفاف. تصنع جميع أنواع نبيذ الدخن في منازل السكان الأصليين. ويوضع الأرز اللزج في مصفاة خشبية بعد نقعه في الماء، وبعد أن يبرد الأرز يوضع في قدر من الماء ثم يخرج ويخلط مع خميرة الأرز، بعد أربعة أو خمسة أيام من وضعه في جرة كبيرة يوضع الأرز في منخل أو كيس أرز، بينما يقطر السائل الكحولي وتخزن بعيدًا.
كما أن البطاطا الحلوة والقلقاس من العناصر المهمة في مطبخ شعب تايوان الأصلي، وهي المفضلة لطبيعتها الدائمة وقلة صيانتها. وقد كانت زراعة الخضروات الجذرية بدلاً من النباتات الشتلاتية النموذجية بارزةً بوجه ملحوظ، مع وجود أدلة أثرية تشير إلى أنه يعود تاريخها إلى الألفية الرابعة قبل الميلاد من موقع دابنكينج في جبل جوانيين بمدينة تايبيه الجديدة.
ونظرًا لتعدد استخدامات هذه الخضراوات فقد كان تغلى أو تطهى بالبخار عادةً، وتُتناول بمفردها أو كمكونات في الحساء واليخنات. وبدون الحاجة إلى تكنولوجيا زراعية متقدمة كان القلقاس والبطاطا الحلوة من بين المفضلات الرئيسية للزراعة. وقد قال المبشر الكندي جورج ماكاي عن تايوان في القرن التاسع عشر: "تُزرع بصلة البطاطا الحلوة في شهر مارس. وفي غضون ستة أسابيع تقريبًا تُقطع الكروم إلى قطع يبلغ طولها ثماني بوصات، وتُزرع في مثاقب ومن قصاصات الكروم هذه تنمو البصيلات وتنضج في نهاية شهر يونيو. يُزرع محصول ثانٍ بنفس الطريقة في شهر يوليو وينضج في نوفمبر". كما كان تأثير البطاطا الحلوة والقلقاس هائلاً. ولا تزال هذه الأطعمة موجودة على نطاق واسع في تايوان الحديثة سواء في الشوارع أو الأسواق الليلية أو في سلاسل الأطعمة الناجحة مثل "ميت فريش" (أو 鮮芋仙).
ونتيجة لغياب أدوات الطهي المعاصرة مثل الثلاجة ومواقد الغاز والأفران، لجأ السكان الأصليون إلى وسائل أخرى لإعداد طعامهم. وعند إحضار لحوم الطرائد كان السكان الأصليون يحفظون اللحوم إما بنبيذ الدخن أو بالملح. وتتضمن تقنية الطبخ الأخرى تسخين الحجارة بالنار ثم وضعها داخل وعاء مع أنواع معينة من اللحوم والمأكولات البحرية، والتي تطهى بواسطة حرارة الحجارة. تحضر الأطعمة في الغالب عن طريق الطهي بالبخار أو الغليان أو التحميص من أجل دمج النكهات معًا مع الحفاظ على النكهات الأصلية. وهذا يتناقض مرة أخرى مع الهان الذين تبنوا مهارات مثل القلي والطهي. كما توضع اللحوم على سيخ من الخيزران وتطهى على النار.
يتضمن المطبخ التايواني الأصلي نكهات معينة تختلف عن المطبخ المتأثر بالمطبخ الصيني الهان. وحبات الفلفل الجبلي ( شان هوجياو بالصينية أو ماجاو مشتقة من مصطلح أتايال ماكاو) هي واحدة من هذه المكونات المميزة.
وقد نشر كتاب طبخ في عام 2000 من قبل سي آي بيه وجامعة كاوهسيونج الوطنية للضيافة والسياحة قائمة ببعض الأطعمة التي تشتهر بها القبائل الأصلية التايوانية الرئيسية، مما يدل على التزام السكان الأصليين وشغفهم بالأطعمة الطبيعية.
- أميس نايشن: أليفونغفونغ (زلابية من اللحم والأرز اللزج محشوة بالأوراق) (阿里鳳鳳)، خضروات برية مقلية.
- أتايال نايشن: لحم مشوي على الحجر (石板烤肉)، لانغينغ (كعكة الأرز اللزجة المطهوة على البخار).
- بونون نايشن: كعكة الدخن بونون (布農粿)، أرز الدخن (小米飯).
- بايوان نايشن: الدخن تشينافو (كرة لحم الدخن ولحم الخنزير) (小米奇那富)، جينبول (زلابية الذرة الرفيعة ولحم الخنزير المعبأة في أوراق الموز) (金伯樂).
- أبويوما نايشن: كعكة جبل ينافي (以那馡山地粿)، فأر بري مقلي بالريحان (九層野鼠).
- روكاي نايشن: تشينابو (زلابية القلقاس واللحم) (奇那步)، خنزير مشوي.
- السيسيات نايشن: الخنزير المشوي مع البابايا (木瓜拌山豬肉)، زهور برية متنوعة (野花拼盤)، حساء الكسافا والأضلاع (樹薯排骨湯)
- تسو نايشن: أرز الخيزران المطبوخ (竹筒飯)، كعكة الموز (香蕉糕).
- يامي نايشن: القلقاس المسلوق وسرطان البحر (芋泥加蟹肉)، سمك مشوي سمك مجفف على البخار (蒸魚乾).

### مطبخ السكان الأصليين الحديث
يبدو أن الاهتمام بالمطبخ الأصلي التايواني اكتسب زخمًا في وسائل الإعلام في منتصف تسعينيات القرن العشرين، وتطور جنبًا إلى جنب مع زيادة الإجراءات الحكومية لحماية الشعوب الأصلية التايوانية والاعتراف بها. وهناك مطاعم حول تايبيه تحافظ على روح المطبخ الأصلي حية. في حين أن الطهاة في مثل هذه المطاعم يقومون في كثير من الأحيان بتعديل الوصفات التقليدية لتناسب ذوق العصر الحديث، إلا أن التركيز على الأطعمة الطبيعية لا يزال قائماً. تقدم المسابقة السنوية للمأكولات الصحية والمشروبات المبتكرة للشعوب الأصلية والتي يرعاها جزئيًا مجلس الشعوب الأصلية ومكتب السياحة، جوائز مالية للمتسابقين الذين يستخدمون المكونات الأصلية التقليدية بطرق صحية بأسلوب إبداعي. وتقيم الحكومات المحلية (مثل مدينة كاوهسيونج) مسابقات مماثلة أخرى. أما في تاينان فيمكن للسكان الأصليين بيع طعامهم في حديقة تشا ها مو الأصلية. وتهدف كل هذه الاتجاهات إلى تعزيز المذاق الرائع للمطبخ التايواني الأصلي. أصبحت القيمة الثقافية للأطباق والمكونات الأصلية أكثر انتشارًا بين الشعوب غير الأصلية، ولكن هناك العديد من الآثار المترتبة على هذا النمو في السنوات الأخيرة. وغالبًا ما تقتصر زراعة المكونات التقليدية أو البحث عنها على قطع صغيرة من الأراضي المملوكة قانونًا للسكان الأصليين. حيث لجأ بعض سكان بانجكاه/أميس الحضريين إلى البحث عن الطعام دون إذن على أراضي الآخرين.
أثناء فترة الأحكام العرفية تعرضت الثقافة الأصلية للقمع من قبل الحكومة، ومع ذلك أصبح المطبخ الأصلي جزءًا من الهوية الوطنية لتايوان.
سيلاو هو طبق أميس من لحم الخنزير المخلل.
أصبحت أهمية الخضروات البرية في المطبخ الأصلي موضع تقدير متزايد. وتشير الخضرة البرية إلى النباتات البرية الموجودة في الغابة وكذلك نفس النباتات المزروعة في الحدائق المنزلية. يقع مطعم ريناري في مقاطعة بينجتونج الريفية، وهو مطعم أصلي ذو أهمية وطنية ومن المعروف أن تأمين عشرين مقعدًا فيه أمر صعب للغاية. يقدم مطعم ريناري في المقام الأول أطباق روكاي.

## المشروبات
يشرب التايوانيون كمية أقل من الكحول للشخص الواحد مقارنة بجيرانهم من الكوريين الجنوبيين واليابانيين. ويعتقد أن السبب في ذلك هو أن حوالي نصف سكان تايوان لا يمتلكون الجين اللازم لاستقلاب الكحول بنجاح. فأثناء الفترة الاستعمارية اليابانية أصبح إنتاج المشروبات الكحولية صناعيًا، وأصبح إنتاج الكحول حكرًا على السلطات الاستعمارية في عام 1922. كما لا تزال ثقافة الشرب وإنتاج المشروبات التايوانية الحديثة متأثرة بالفترة الاستعمارية اليابانية.

### الجعة
البيرة هي مشروب شعبي في تايوان. حيث تستورد تايوان وتنتج مجموعة كبيرة ومتنوعة من البيرة، بدءًا من البيرة الخفيفة الموجهة للسوق العام إلى البيرة الحرفية المتخصصة. وبعض العلامات التجارية المتطورة تشمل: لونغ تشوان (龍泉) ولو بليه دور (金色三麥) وبيرة جولي + مطعم (卓莉手工醸啤酒泰食餐廳) وجعة شمال تايوان بروينج (北台灣麥酒) وجعة تايهو بروينج (臺虎精釀).

### القهوة
استوردت تايوان أولى نباتات البن من البريطانيين إلى تاينان في عام 1884 مع أول زراعة صغيرة الحجم في منطقة سانشيا ‏ في مدينة تايبيه الجديدة. حيث تظل تاينان قلب ثقافة القهوة التايوانية.
خلال الفترة الاستعمارية اليابانية بين عامي 1895 و1945 أنشئت مزارع البن في تايوان. وكان يُنظر إلى القهوة -مثل غيرها من المنتجات الاستعمارية- على أنها علامة على الحداثة. وصُنّعت في كثير من الأحيان باستخدام سيفون الذي يميل إلى أن يكون قويًا ومريرًا. ووصل الإنتاج إلى ذروته في عام 1941 بعد إدخال نباتات البن العربي من قبل السلطات الاستعمارية اليابانية.
في الآونة الأخيرة قامت منافذ ستاربكس في تايوان بتقديم مشروبات الحليب المعتمدة على الإسبريسو لشاربي القهوة المحليين، والتي غالبًا ما تكون أخف من المشروبات التي تقدم هناك تقليديًا. ولا يزال الإنتاج المحلي صغيراً لكنه يتمتع بجودة عالية، وتشكل حبوب البن المستوردة الغالبية العظمى من القهوة المباعة في تايوان. بلغ الإنتاج المحلي 900 طن بينما قاموا باستيراد 30 ألف طن في عام 2016. وفي ذلك العام فاز التايواني بيرج وو ببطولة العالم للباريستا وقد ساعد هذا الفوز في لفت الانتباه إلى مشاركة تايوان الكبيرة في ثقافة القهوة.
كان هناك أكثر من 15000 مقهى في تايوان -بما في ذلك ستاربكس وسلاسل المقاهي التايوانية ومتاجر التجزئة والمنافذ المستقلة- بحلول عام 2020. فبذلك العام تجاوز متوسط استهلاك القهوة متوسط استهلاك الشاي لأول مرة. وبحلول عام 2024 كانت نسبة كبيرة من محلات القهوة المتخصصة تقوم بتحميص حبوبها بنفسها، وبدأ السياح في زيارة تايوان خصيصًا للتنقل بين المقاهي. وأصبحت تايوان ثالث أكبر مستهلك للقهوة للفرد في آسيا، وكان متوسط استهلاك الفرد التايواني 177 كوبًا من القهوة سنويًا.